# Li Lingfei
Li Lingfei (ur. 1998 r.) – chiński aerobik, mistrz świata.
Przygodę z gimnastyką zaczął w wieku czterech lat. Na aerobik przeszedł, mając lat czternaście. Na pierwszych swoich mistrzostwach świata w Guimarães zdobył złoty medal w rywalizacji grupowej.
Ma brata bliźniaka, Li Lingxiao.